# Calyptrocalyx elegans
Calyptrocalyx elegans är en enhjärtbladig växtart som beskrevs av Odoardo Beccari. Calyptrocalyx elegans ingår i släktet Calyptrocalyx och familjen Arecaceae. Inga underarter finns listade i Catalogue of Life.

## Bildgalleri

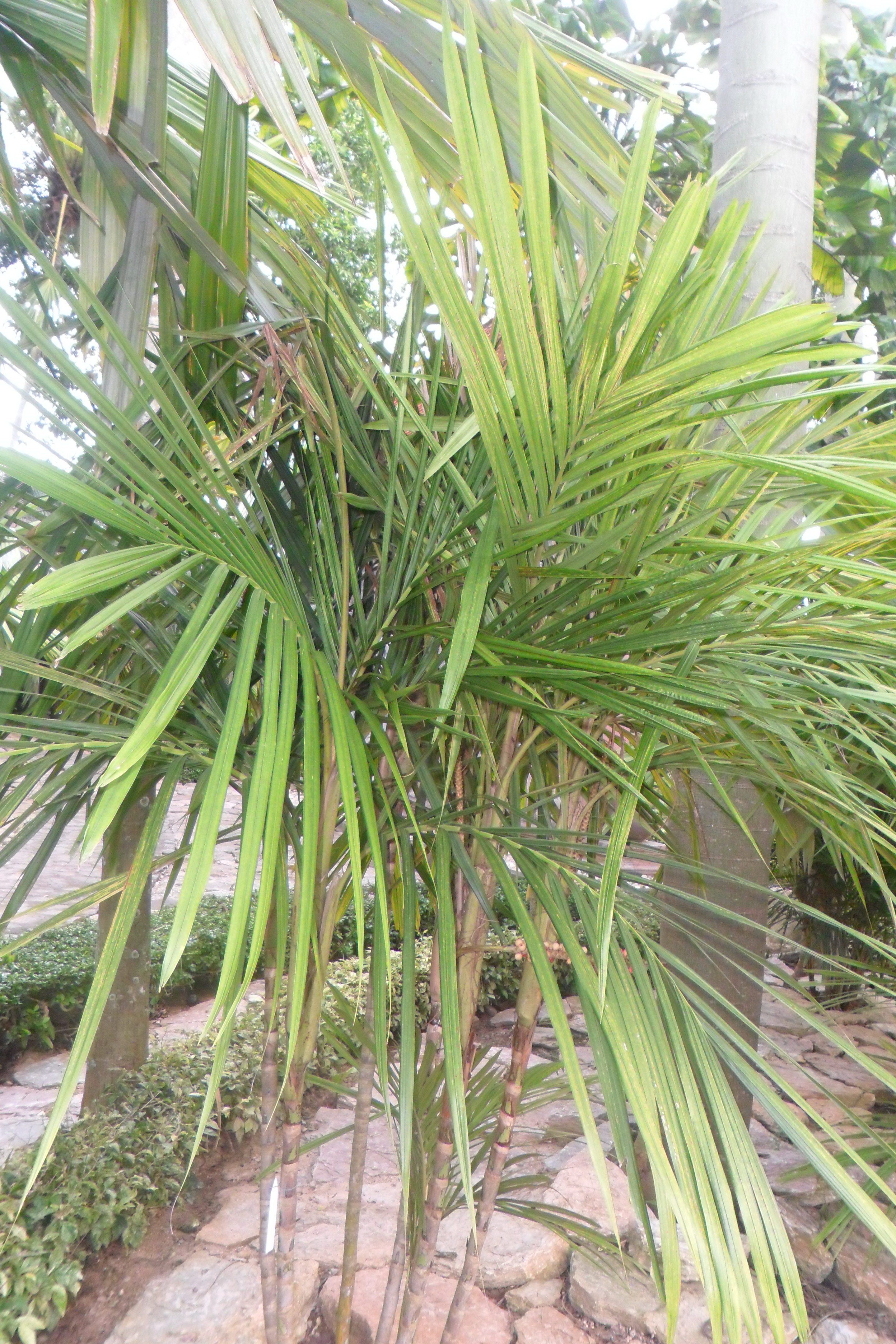